# Leptospermum oreophilum
Leptospermum oreophilum är en myrtenväxtart som beskrevs av Joy Thomps.. Leptospermum oreophilum ingår i släktet Leptospermum och familjen myrtenväxter. Inga underarter finns listade i Catalogue of Life.